# Ras El Oued
Ras El Oued (en arabe : رأس الوادي) est une ville algérienne et le premier arrondissement (daïra) de la wilaya de Bordj Bou Arreridj. C’est la seconde ville de cette wilaya de par sa population après le chef lieu: Bordj Bou Arreridj.

## Toponymie
Ras El Oued signifie « tête de l'oued » ou « commencement de l’oued », éponyme de son oued[pas clair].

## Géographie
Ras El Oued est située dans la région des hauts plateaux dans un bassin agricole, à 38 km au sud-est de Bordj Bou Arreridj, à environ 55 km au sud-ouest de Sétif et à environ de 270 km au sud-est d'Alger.
Ras el Oued est le chef-lieu de la Daïra de Ras El Oued, au sud-est de la wilaya de Bordj Bou Arreridj.
Elle comprend les communes de : Ras El Oued, Aïn Tassera et Ouled Brahem.
| Aïn Tesra    | Bir Kasdali, Khelil | Tixter, Aïn Taghrout               |
| Bordj Ghedir | Ras El Oued         | Aïn Oulmene (Sétif)                |
| Ghilassa     | Berhoum (M'Sila)    | Ouled Brahem, Ouled Tebben (Sétif) |

## Histoire

### De l'époque romaine auXIXesiècle
Les origines de la cité remontent au moins à l'époque romaine, notamment, la zone actuelle de la cité Toumella, non loin de la source antique Ain Toumella.
À l'époque romaine, la cité avait pour nom Thamallula, ou Thamalla, Tham-allula peut se rattacher à la racine Amazigh « amellal » : blanc et peut se rapporter à ses gisements d'argile blanche.
Une inscription gravée datant de l'an 227 apr. J.-C. témoigne de son rang administratif élevé de Castellum à Municipium, selon certains anthropologues et historiens spécialistes de l'Afrique romaine la cité était prospère. Les Byzantins y établirent une grande forteresse qui surveillait la route du Hodna.
De nombreux vestiges datant de cette époque sont éparpillés un peu partout sur le territoire sans que les autorités locales prennent des mesures de sauvegarde. À l'arrivée des Français, au début du XIXe siècle, toutes les découvertes archéologiques se rapportant à l'époque romaine et byzantine furent transcrites, voire photographiées par la suite, répertoriées, classées et étudiées. De nombreux archéologues, anthropologues et historiens français ont parcouru les différents sites antiques de la région, parmi eux, on cite l'historien : Stéphane Gsell.

### Période française de 1870 à 1962
En 1892, les Français décidèrent de construire une nouvelle ville à un kilomètre au nord-ouest de la cité Thamalla. À cette époque, l'actuelle ville comprenait quelques petites habitations (gourbis) et plusieurs mechtas et douars aux alentours. À cette date, Tocqueville a vu les premiers colons s'établir dans la ville : six familles sont venus des autres régions de l'Algérie et une famille des régions de France : l'Ardèche, de la Drôme, de l'Ariège et l'Allier. En plus des colons, sont venus s'établir en assez grand nombre des Algériens, propriétaires de lots achetés aux enchères.
En 1895, le village prends de l'importance sous l'impulsion de M. Petit qui était l'Adjoint spécial. Le nom de Tocqueville est substitué à celui de Ras-El-Oued.
En 1896, le gouverneur Général de l'Algérie approuve le projet de création d'une école de garçons par l'extension de l'école mixte existante. En 1900, la ville a vu la réalisation d'un gué enjambant l'oued pour faciliter l'accès aux fermes avoisinantes.
En 1902, rapport de l'Administrateur des Rhiras : 1 800 ha sont semés en céréales - 28 ha en jardins et 10 en vignes. Le bétail comprend : 150 bœufs, 2 000 ovins, 130 chevaux et mulets. Le matériel agricole se compose de : 75 charrues françaises et 120 autres matériels, 60 constructions ont été réalisées, ainsi que 4 moulins à farine.
Le centre a plutôt périclité, cela tient au mauvais choix des concessionnaires, à leur incapacité agricole, à la faible superficie de leur concession, à la situation, en cul-de-sac, du village sans commerces ni débouchés.
Les causes des départs sont l'insuffisance des ressources et la faiblesse de l'administration vis-à-vis des attributaires. Quatre immigrants, douze Algériens, deux indigènes sont venus s'ajouter aux anciens attributaires qui ne sont plus que 61.
En 1913, fixation d'une taxe sur la possession de chiens ; mise en service du réseau téléphonique urbain.
Le 12 avril 1922, suivant décret du Ministre de l'Intérieur Maurice Maunory, Tocqueville devient Commune de plein exercice avec le rattachement du territoire des douars Ouled Abdel-Ouahad, Titest, Ouled-Teben, Ouled-Braham ainsi que les hameaux de Toumella et Bir-Hamoudi, distraits de la commune mixte des Rhiras. En 1922, le premier Maire est M. Gassiot-Talabot qui inaugurera un monument aux morts dédié aux soldats morts de la Grande Guerre : 1914-1918. En 1959, M. Gassiot-Talabot réélu maire s'installera dans la nouvelle municipalité nouvellement construite. Il s'ensuivra en 1937, la construction d'un hôpital public. En 1940, une coopérative de consommation est créée dénommée « La Tocquevilloise », un centre de formation professionnel aussi, pour former des artisans mécaniciens, maçons et forgerons. En 1947, un centre minier de Bir-Hamoudi est rattaché à Tocqueville, suivi des travaux d'électrification de la ville.
En 1958, Tocqueville faisait partie du département de Sétif. Après l'indépendance de l'Algérie, elle reprend le nom de Ras El Oued et sera rattachée à la Wilaya de Bordj Bou Arreridj lors du dernier découpage administratif de 1984.

## Démographie
Ras El Oued est la deuxième commune la plus peuplée de la wilaya de Bordj Bou Arreridj après le chef lieu, selon le recensement général de la population et de l'habitat de 2008, la population de la commune d'Ras El Oued est évaluée à 51 482 habitants contre 14 834 en 1977 :
| 1977   | 1987   | 1998   | 2008   |
| ------ | ------ | ------ | ------ |
| 14 834 | 25 765 | 42 233 | 51 482 |

## Économie
La ville de Ras El Oued (chef-lieu de Daïra) est axée principalement sur les services et le commerce, on ne recense aucune unité industrielle de plus d'une vingtaine d'employés.
L'artisanat occupe une place très importante dans l'économie locale de la ville: maçonnerie, peinture, décor et plâtrerie (staff et stuc). Ras El Oued est connue par ses nombreux ateliers d'artisans ferronniers, menuisiers bois, PVC et aluminium, mais surtout réputée pour ses ateliers de confection et fabrication de canapés & fauteuils(Sofa).
La ville présente une grande diaspora vivant à l'étranger, particulièrement en France. D'où un nombre important de retraités vivant à Ras-el-oued contribuant de ce fait avec leurs rentrées certes modestes à l'économie de la cité.
Mais, la daïra avec ses communes, hameaux et bourgades, occupe en effet la tête du classement à l'échelle de la wilaya dans pratiquement toutes les filières de l'agriculture et de l'élevage, selon des statistiques de la direction des services agricoles.
Des chiffres qui indiquent, par exemple, que sur les 46 millions de litres de lait cru produits annuellement dans la wilaya, 55 % proviennent de la daïra de Ras El Oued qui possède un cheptel de vaches laitières de plus 9 000 têtes. Elle fournit annuellement, en plus, 11 000 quintaux de viandes blanches et environ 200 millions d'œufs.
40 % de la production céréalière de la wilaya :
Les filières agricoles ne sont pas laissées pour compte par les fellahs de cette région qui laissent peu de leurs lopins de terre en friche, puisque plus de 22 000 hectares sur les 24 000 que compte toute la région sont exploités. C'est ainsi qu'ils arrivent à produire environ 40 % des 1,2 million de quintaux de céréales récoltés annuellement par la wilaya de Bordj Bou Arreridj et à occuper la première place en matière de fruits et légumes, la qualité de leur production potagère étant particulièrement appréciée.
La daïra qui a transformé son isolement en atouts :
La daïra de Ras El Oued, est l'une de ces rares régions du centre du pays à être demeurée complètement « indemne » de toute activité industrielle et entièrement vouée à l'agriculture et à l'élevage. L'absence de grandes sources de pollution industrielle favorise une très bonne qualité de l'air. L'air est pur.
Dans ce sens, des initiatives citoyennes ont vu le jour ces dernières années, notamment, l'utilisation du vélo comme moyen de déplacement en ville.
L'avenir de la région est à la production agricole biologique « bio » sans engrais chimiques, sans insecticides ni pesticides, la daïra de Ras El Oued est bien placée pour occuper la première place dans la filière en faisant naître une industrie agroalimentaire saine.
Pollution et préoccupations :
Une zone industrielle ou d'activité agroalimentaire vient d'être désignée à environ 6 km au nord-est du chef-lieu de daïra sur une terre agricole et, à l'emplacement même d'un verger d'amandiers vieux de près de 40 ans, que les élèves des écoles primaires ont planté dans les années 1970. Une prise de conscience citoyenne quant à la protection des terres agricoles fertiles fait front ces derniers temps[Quand ?] pour contester le bien-fondé du choix de l'emplacement de ce projet. Des associations de protection de l'environnement et des mouvements citoyens de la société civile réclament des garanties sur l'impact des projets retenus dans la future zone sur l'environnement (pollution au niveau de l'air et du sol).

## Vie quotidienne

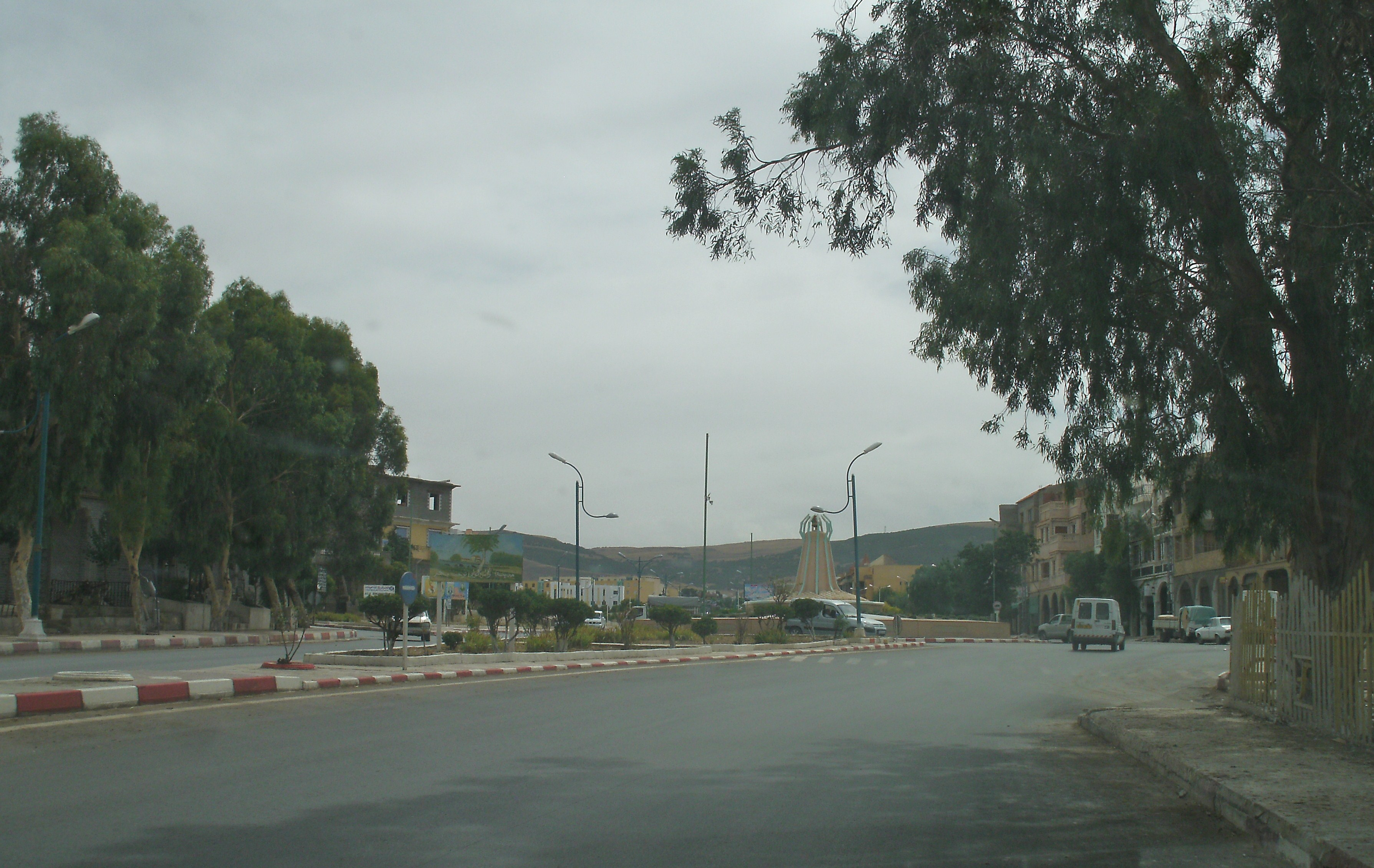
Entrée de Ras el Oued

### Santé
L'E.P.H. Mohamed-Bennani, réalisé en 1980, répond aux besoins d’un bassin de plus de 300 000 habitants.
Il possède 240 lits.

### Sport
La ville de Ras El Oued dispose de deux équipes de football : le ROC (Ras-El-Oued Olympique Champion) et l'USR, une équipe de Handball ACR (El Abtal Club REO).

## Personnalités
- Mohamed Bachir El Ibrahimi, savant et écrivain algérien, il est l'un des fondateurs de l'association des oulémas musulmans algériens.
- Lilia Belalmi, styliste et écrivain, elle est l’une des figures les plus emblématiques de la ville de Ras El Oued.
- Khalil Addala, dit Kiko, propriétaire de la célèbre cafétéria Addala connue pour la légende urbaine « Khali Moustafa ».